# Carl Banks
Carl E. Banks (Flint, Michigan, 29 de agosto de 1962) é um ex-jogador profissional de futebol americano estadunidense. Ele foi campeão das temporadas de 1986 e 1990 da National Football League jogando pelo New York Giants.